# Tenerife Amigos del Baloncesto
El Tenerife Amigos del Baloncesto o Tenerife Asociación de Baloncesto fou un club de bàsquet de Santa Cruz de Tenerife (Illes Canàries).
El club va néixer l'any 1986 quan va obtenir els drets federatius del Real Club Náutico de Tenerife que no es veia amb capacitat de mantenir el pressupost del club de basquetbol quan jugava a Primera Divisió B. Va competir duran dues temporades a la lliga ACB sota el nom de Tenerife Número 1 per patrocini. El club va desaparèixer el 1996 en fusionar-se amb el Club Baloncesto Canarias per donar vida al Tenerife Club de Baloncesto.

## Temporades
| Temporada | Categoria | Divisió      | Pos. | V–D   | Copa del Rei  |
| --------- | --------- | ------------ | ---- | ----- | ------------- |
| 1986–87   | 2         | 1a Divisió B | 13è  | 17–17 |               |
| 1987–88   | 2         | 1a Divisió B | 6è   | 27–16 |               |
| 1988–89   | 1         | Lliga ACB    | 22è  | 15–29 | Primera ronda |
| 1989–90   | 1         | Lliga ACB    | 24è  | 13–32 | Primera ronda |
| 1990–91   | 2         | 1a Divisió   | 13è  | 17–26 |               |
| 1991–92   | 3         | 2a Divisió   |      |       |               |
| 1992–93   | 2         | 1a Divisió   | 30è  | 9–21  |               |
| 1993–94   | 2         | 1a Divisió   | 19è  | 21–9  |               |

1. ↑  Continuà a la lliga després d'obtenir la plaça vacant.

## Equips canaris a la màxima categoria
| Equip                                   | Temporades | Categoria | Any de fundació | Municipi                   | Illa         |
| --------------------------------------- | ---------- | --------- | --------------- | -------------------------- | ------------ |
| Club Baloncesto Gran Canaria            | 32         | Masculina | 1963            | Las Palmas de Gran Canaria | Gran Canaria |
| Club Baloncesto Canarias                | 19         | Masculina | 1939            | San Cristóbal de La Laguna | Tenerife     |
| Real Club Náutico de Tenerife           | 11         | Masculina | 1952            | Santa Cruz de Tenerife     | Tenerife     |
| Tenerife Club de Baloncesto             | 2          | Masculina | 1996            | San Cristóbal de La Laguna | Tenerife     |
| Tenerife Amigos del Baloncesto          | 2          | Masculina | 1986            | Santa Cruz de Tenerife     | Tenerife     |
| Club Baloncesto Islas Canarias          | 31         | Femenina  | 1980            | Las Palmas de Gran Canaria | Gran Canària |
| Club Baloncesto Isla de Tenerife Aguere | 12         | Femenina  | 1985            | San Cristóbal de La Laguna | Tenerife     |
| Club Baloncesto Uni Tenerife            | 3          | Femenina  | 2003            | Santa Cruz de Tenerife     | Tenerife     |
| Club Baloncesto Tenerife Krystal        | 3          | Femenina  | 1971            | Santa Cruz de Tenerife     | Tenerife     |